# Semiothisa nervata
Semiothisa nervata är en fjärilsart som beskrevs av Achille Guenée 1858. Semiothisa nervata ingår i släktet Semiothisa och familjen mätare. Inga underarter finns listade i Catalogue of Life.